# 김홍섭 (1949년)
김홍섭(金洪燮, 1949년 7월 15일~)은 대한민국의 정치인이다. 제23·24·27·28대 인천 중구청장이다. 인천광역시 출생이다.

## 학력
- 1968년 인천고등학교 졸업
- 1973년 인하대학교 경영학 학사
- 2006년 경기대학교 정치전문대학원 공공정책학 석사

## 경력
- 1980년~2000년 4월 인천광역시위원회 위원
- 1987년 중부상사 회장
- 1994년~1995년 제25대 국제라이온스협회 제물포클럽 회장
- 1994년~1996년 국제라이온스협회 309M지구 지대위원장
- 1996년 월미도, 연안동 발전추진위원회 위원장
- 1998년 인천광역시 체조협회 회장
- 2000년 새천년민주당 상임부위원장
- 2000년 4월~2000년 6월 인천광역시 중구 체육회장
- 2000년 4월~2000년 6월 인천광역시 제2의건국범국민추진위원회 위원
- 2000년 4월~2000년 6월 인천광역시 중구 바르게살기운동협의회 고문
- 2000년 4월~2000년 6월 인천광역시 중구 정신보건센터 자문위원장
- 2000년 6월 9일~2006년 4월 27일 제23·24대 인천 중구청장(새천년민주당)
- 2000년 12월 인천광역시 중구 생활체육회 고문
- 2001년 1월 인천광역시 중구 노인회 고문
- 2012년 12월 20일~2018년 6월 30일 제27·28대 인천 중구청장(새누리당)
- 2020년 3월~2020년 4월 윤상현 4·15총선 미추홀희망캠프 정치발전위원회 공동위원장

## 역대 선거 결과
|  | 51.64% |

|  | 48.6% |

|  | 50.06% |

|  | 52.55% |

|  | 52.60% |